# Борисоглібська ГЕС
Борисоглібська ГЕС — гідроелектростанція у Мурманській області Росії. Знаходячись після ГЕС Мелькефосс (26 МВт, Норвегія), становить нижній ступінь у каскаді на річці Патсойокі (Паз), яка витікає з озера Інарі та впадає до Варангер-фіорду (Баренцове море).
У межах проекту річку перекрили бетонною контрфорсною греблею висотою 21 метр та довжиною 118 метрів. Вона утворила водосховище Фоссеватн з площею поверхні 56 км2 та об'ємом 330 млн м3 (корисний об'єм 27 млн м3).
Зі сховища по правобережжю прокладено дериваційний тунель довжиною 0,77 км та перетином 14х10 метрів, який переходить у два напірні водоводи довжиною по 40 метрів (в системі також працює вирівнювальний резервуар довжиною 60 метрів). У підсумку ресурс надходить до підземного машинного залу, обладнаного двома турбінами типу Каплан потужністю по 28 МВт. Вони використовують напір у 19 метрів та забезпечують виробництво 275 млн кВт-год електроенергії на рік.
Відпрацьована вода повертається у річку по двом відвідним тунелям довжиною 0,13 км та 0,16 км і відвідному каналу довжиною 0,25 км.
Видача продукції відбувається по ЛЕП, розрахованій на роботу під напругою 154 кВ.